# Javahaubenadler
Der Javahaubenadler (Nisaetus bartelsi, Synonym: Spizaetus bartelsi) ist eine Greifvogelart in der Familie der Habichtartigen (Accipitridae). Die Art stand ursprünglich in der Gattung Spizaetus, wurde aber wie alle Altwelt-Haubenadler 2007 in die Gattung Nisaetus gestellt.
Der Javahaubenadler wurde 1924 von Erwin Stresemann als Unterart des Berghaubenadlers (Nisaetus nipalensis) erstbeschrieben, jedoch 1953 von Dean Amadon als eigenständige Art klassifiziert. Das Artepitheton ehrt den deutsch-niederländischen Ornithologen Max Eduard Gottlieb Bartels. 

## Merkmale
Der Javahaubenadler erreicht eine Körperlänge von 56 bis 60 cm. Die Flügelspannweite beträgt 110 bis 130 cm. Er ist von mittelgroßer Statur, hat markante schwarze zur Haube verlängerte Federn am Hinterkopf, eine dunkle Oberseite und eine weiße Kehle mit dunklen Längsstreifen. Die Unterseite ist weißlich mit Streifen auf der Brustoberseite und einer starken Bänderung an Bauch, Flanken und Schenkeln. Der ziemlich lange Schwanz weist drei bis vier dunkle Binden auf. Das allgemeine Erscheinungsbild ähnelt dem des wesentlich größeren Berghaubenadlers und des kleineren Dschungelhaubenadlers (Nisaetus nanus), jedoch ist die Rotfärbung auf dem Kopf und am Hals viel tiefer. Der Kopf und die Unterseite der Jungvögel sind rötlich-braun, die Unterseite ist nicht gebändert, wie es für die Gattung typisch ist. Die Flügeldecken sind beim adulten Tier gelb, beim juvenilen Tier bläulich-grau. Die Iris ist schwarzgrau bis grau. Die Füße sind gelb.

## Verbreitung und Wanderungen
Das Verbreitungsgebiet des Javahaubenadlers erstreckt sich auf die indonesische Insel Java. Die adulten Tiere sind weitgehend sesshaft. Juvenile und immature Vögel zeigen Ausbreitungsmuster in Lebensräumen mit Sekundärbewuchs. Die durchschnittliche Reviergröße beträgt 400 ha. Bei einer Sichtung aus dem Bali Barat National Park in West-Bali könnte es sich möglicherweise um ein aus der Gefangenschaft entkommenes Individuum handeln.

## Lebensraum
Der Javahaubenadler bewohnt feuchte tropische Wälder, hauptsächlich Primärwälder, in geringerem Umfang jedoch Sekundärwälder und andere gestörte Lebensräume wie Teeplantagen und landwirtschaftliche Flächen. Die juvenilen und immaturen Vögel halten sich in der Regel in offeneren und gestörten Lebensräumen auf als die adulten Vögel. Die Art ist typischerweise in Höhen von 200 bis 1200 m anzutreffen, aber auch auf Meereshöhe oder in Höhenlagen bis zu 3000 m. Aufgrund der umfangreichen Abholzung von Tieflandwäldern beschränkt sich das Verbreitungsgebiet jetzt weitgehend auf steile Hänge, Bergrücken und Berge.

## Lebensweise
Der Javahaubenadler jagt meist vom Ansitz aus im Kronendach des Waldes, gelegentlich auch im Flug und fängt die Beute am Boden oder in Bäumen. Zu seiner Beute zählen eine Vielzahl von Wirbeltieren, darunter Ratten, Hörnchen, Spitzhörnchen, Affen, Sunda-Stinkdachse (Mydaus javanensis), Java-Kantschile (Tragulus javanicus), Haushühner, Fasanenartige, Laufhühnchen, Tauben, Eulenschwalme, Spechte, Bülbüls, Schlangen und Eidechsen.
Die Eiablage wurde zwischen Dezember und Juli dokumentiert. Beide Elternvögel bauen das Nest aus Stöcken und kleiden es mit grünen Blättern aus. Es wird in einem hohen Baum 15 bis 50 m über dem Boden errichtet. Das Nest hat einen Durchmesser von 70 bis 150 cm und eine Tiefe von 20 bis 56 cm. Das Weibchen legt ein einzelnes Ei, das weißlich mit kleinen bräunlichen Flecken ist. Es hat die Abmessungen 58,6 mm × 48,7 mm.; Die Bebrütung erfolgt meist durch das Weibchen. Die Brutdauer beträgt 47 bis 48 Tage und die Nestlingszeit circa 70 Tage. Die Jungtiere können ein Jahr oder länger bei den Eltern bleiben. Ein Nest in Telaga Warna-Cibulao, Westjava, wurde im Zeitraum von 1996 bis 2008 von denselben Eltern aufgesucht, wobei fünf von sieben Brutversuchen erfolgreich waren.

## Lautäußerungen
Der Javahaubenadler gilt im Allgemeinen als still, außer in der Brutzeit. Der häufigste Ruf ist ein zweisilbiger, schriller, langgezogener „kee-heee“-Pfiff. Auch eine Reihe von Pfeiflauten, die sich wie „kwip-kwip-kwip-kweee“ anhören, mit Betonung auf dem letzten Ton, sind bekannt.

## Kulturelle Bedeutung
Der Javahaubenadler ist der Nationalvogel Indonesiens, wo er gemeinhin als reales Vorbild für den Garuda-Adler (Garuda Pancasila), das Wappen Indonesiens, gilt, der ebenfalls von Garuda, einer vogelähnlichen Gottheit im Hinduismus und Buddhismus, inspiriert ist.

## Status
Der Javahaubenadler steht in der Kategorie „stark gefährdet“ (endangered) der IUCN Red List. Zudem wird er in Anhang II des Washingtoner Artenschutzübereinkommens gelistet. Er gilt als einer der seltensten Greifvögel der Welt. 
Aktuelle Populationsschätzungen, basierend auf jüngsten Erhebungen, variieren zwischen 200 und 270 sowie bis zu 600 Brutpaaren oder bis zu 900 Individuen insgesamt. Dies entspricht einer Schätzung von 300 bis 500 geschlechtsreifen Individuen.
Zu den bekannten Fundorten zählen über 60 bewaldete Gebiete auf Java, von Ujung Kulon im äußersten Westen bis Alas Purwo im äußersten Osten. Der größte Teil der Population kommt in kleinen Waldreservaten vor, die dringend strenger Schutzmaßnahmen bedürfen. Der chronische Waldverlust ist ein Hauptfaktor für den Rückgang des Adlers, der auf das exponentielle Wachstum der menschlichen Bevölkerung in Java zurückzuführen ist. Da jedoch auf Java derzeit nur wenig Wald abgeholzt wird, ist der illegale Handel zur ernsthaftesten Bedrohung der Art geworden. Auf den Vogelmärkten in Jakarta werden jährlich etwa 30 bis 40 Exemplare gehandelt, eine Zahl, die vermutlich der jährlichen Reproduktionsrate der Art entspricht.
Verstreute Jungvögel sind besonders gefährdet, da sie häufig in Gebiete mit dichterer menschlicher Bevölkerung wandern. Zudem trägt die Jagd erheblich zur Mortalität dieser Tiere bei. In Indonesien wurde die Spezies im Jahr 1993 als „Nationales Seltenes Tier“ erklärt, um ihre Erhaltung zu fördern; diese Maßnahme hat jedoch den illegalen Handel angeheizt, was zu einer gestiegenen Nachfrage führte, insbesondere in Bezug auf zoologische Einrichtungen. Seit 1996 existiert ein Zuchtprogramm in Gefangenschaft, welches bis zum Jahr 2006 jedoch keine Nachkommen hervorbrachte.